# Euryodendron excelsum
Euryodendron excelsum là một loài thực vật thuộc họ Pentaphylacaceae (trước đây xếp trong họ Theaceae). Đây là loài đặc hữu của Trung Quốc. Nó hiện đang bị đe dọa vì mất môi trường sống.